# سنو وايت (مسرحية)
سنو وايت مسرحية غنائية استعراضية للأطفال من إنتاج البيت الفني للمسرح عام 2017 وهو العرض المسرحي الحائز على جائزة أفضل عرض من المهرجان القومي للمسرح لعام 2018  كما حاز الشاعر خالد الشيباني على جائزة التميز في الشعر  وحازت الفنانة نعيمة عجمي عن جائزة أفضل أزياء وحاز المخرج محسن رزق عن جائزة أحسن مخرج وحازت الممثلة مروة عبد المنعم عن جائزة أحسن ممثلة 
عرضت المسرحية ابتداء من عام 2017 على مسرح عبد المنعم مدبولي بالعتبة (متروبول) وحققت نجاحا جماهيريا غير مسبوق  ورفعت خلال أيام عرضها لافتة كامل العدد وتمت استضافت فريق عملها في أكبر البرامج الحوارية التلفزيونية احتفاء بنجاحها غير المسبوق 

## فريق العمل
المسرحية من إنتاج البيت الفني للمسرح وهي مأخوذة عن القصة العالمية بياض الثلج بطولة مروة عبد المنعم ؛ عايدة فهمي ؛ مصطفى حجاج من تأليف وإخراج
محسن رزق ؛ أشعار خالد الشيباني ؛ ألحان حسن دنيا ؛ توزيع شريف منصور ؛ ملابس نعيمة العجمي ؛ ديكور حازم شبل 

## حصدها لجوائز المهرجان القومي للمسرح 2018[3]
في واقعة هي الأولى من نوعها اشتركت المسرحية وهي مسرحية أطفال في الأصل من إنتاج مسرح الطفل في المسابقة الرسمية للمهرجان القومي للمسرح لتحقق المفاجأة وتحصد الجوائز التالية
- جائزة أفضل عرض مسرحي أول
- جائزة شهادة التميز في الشعر المكتوب خصيصا للمسرح للشاعر خالد الشيباني ليصبح أول شاعر يحصل على جائزة في الشعر في تاريخ المهرجان.
- أفضل أزياء للفنانة نعيمة عجمي
- جائزة أفضل مخرج للمخرج محسن رزق
- جائزة أفضل ممثلة للفنانة مروة عبد المنعم
- كما رشحت المسرحية لعدة جوائز أخرى بإجمالي 9 ترشيحات منها أفضل ألحان حسن دنيا وأحسن مؤلف محسن رزق وأحسن ممثلة دور ثان عايدة فهمي وأحسن استعراضات مصطفى حجاج

## اشتراكها بمهرجان القاهرة الدولي للمسرح التجريبي
- وفي واقعة هي الأولى من نوعها أيضا شاركت المسرحية بمهرجان القاهرة الدولي للمسرح التجريبي [7]

## عروض خارجية
سافر العرض للعديد من المحافظات المصرية كما سافر لمهرجان أكلان الدولي بالمغرب